# Ван ден Хукке, Гаспар

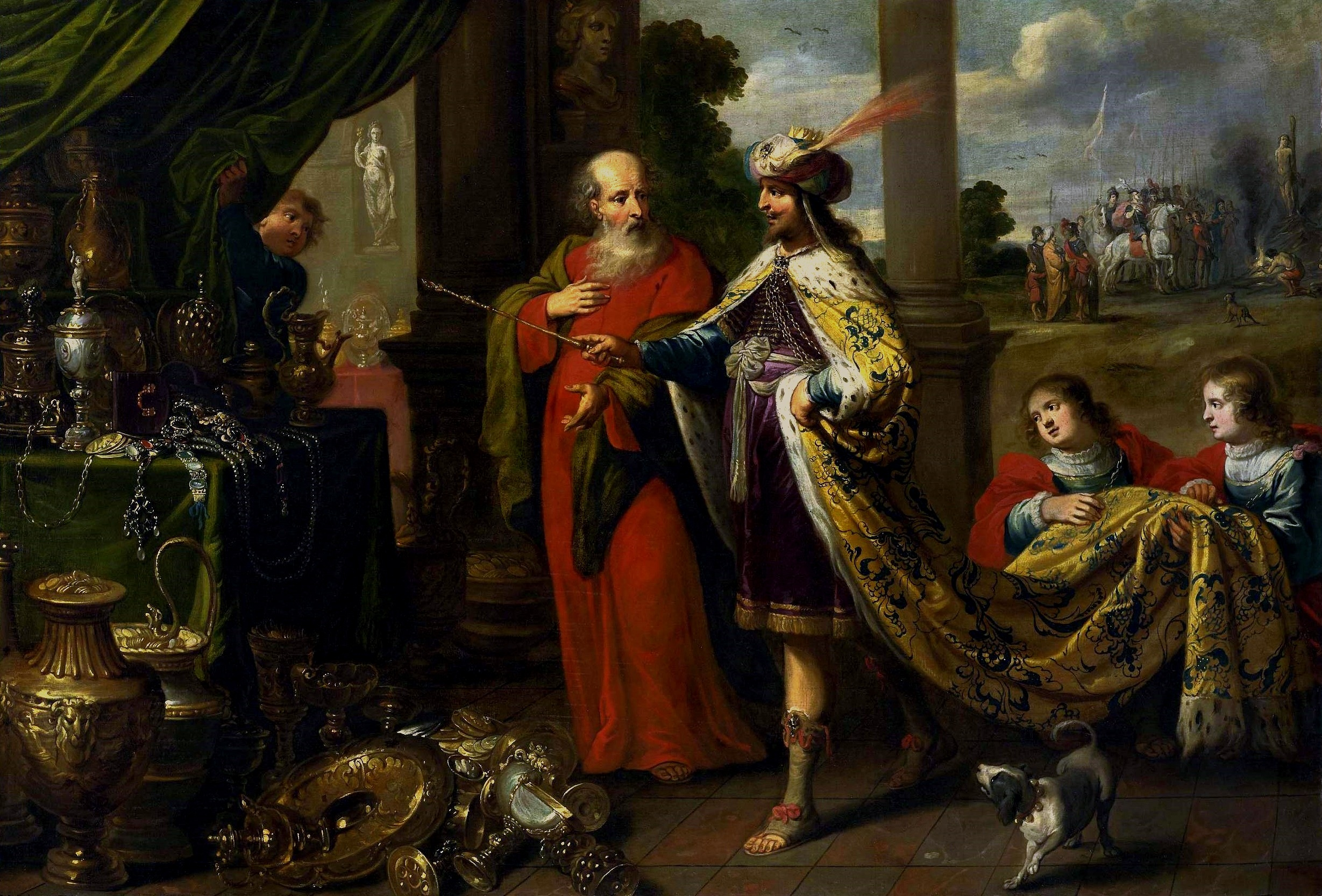
Крёз показывает свои сокровища Солону, 1630-е годы

Гаспар ван ден Хукке (нидерл. Gaspar van den Hoecke; около 1585, Антверпен — после 1648, Антверпен или Брюссель) — фламандский художник эпохи барокко, при жизни являлся руководителем гильдии Святого Луки в Антверпене. Его картины пользуются большой популярностью в Нидерландах, и наиболее известная из них Kruisafname была продана по самой дорогой цене для онлайн-аукционов Нидерланд, с суммой в 12 тысяч фунтов Стерлингов.

## Биография

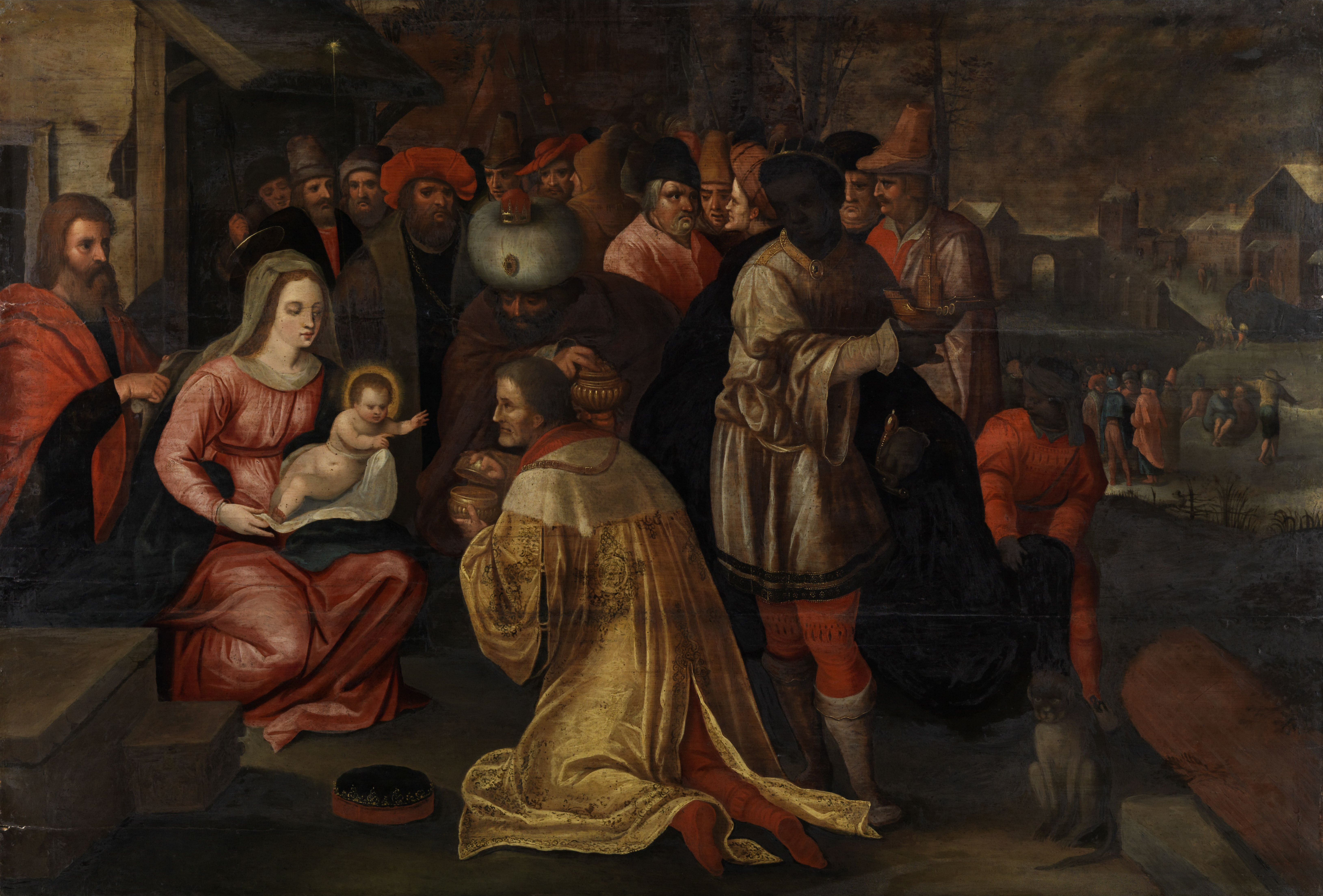
Поклонение волхвов

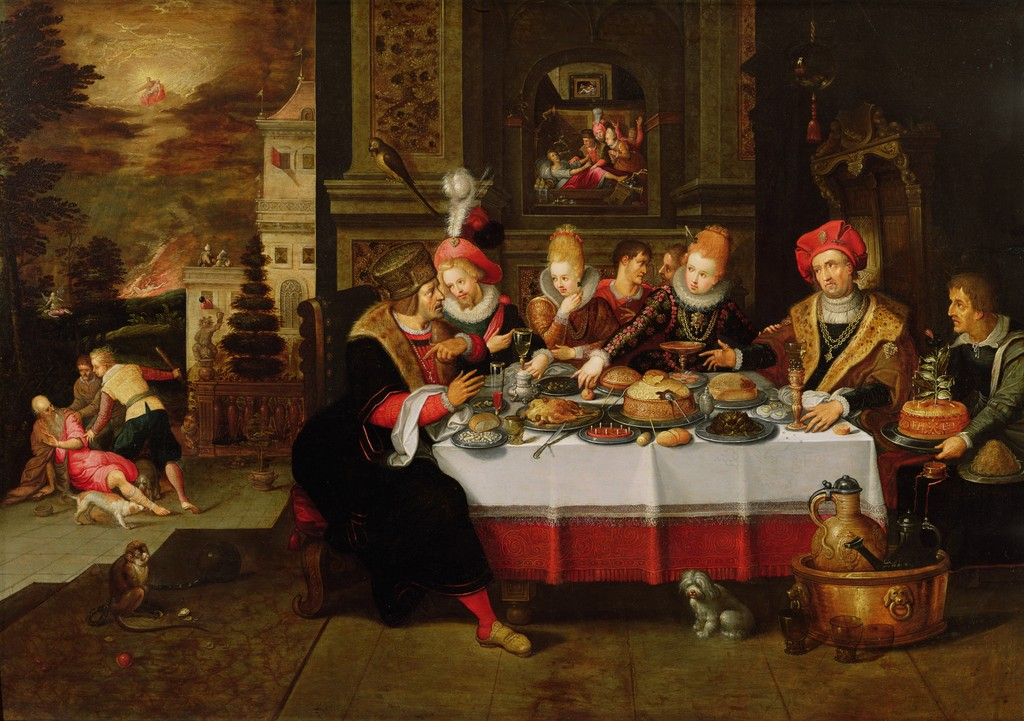
Богач и Лазарь

Отец и первый учитель художников Яна и Роберта ван ден Хукке.
Учился у Юлиана Тенирса (1572—1615). Работал в мастерской Рубенса. В 1603 году стал членом Антверпенской Гильдия Святого Луки.

## Творчество

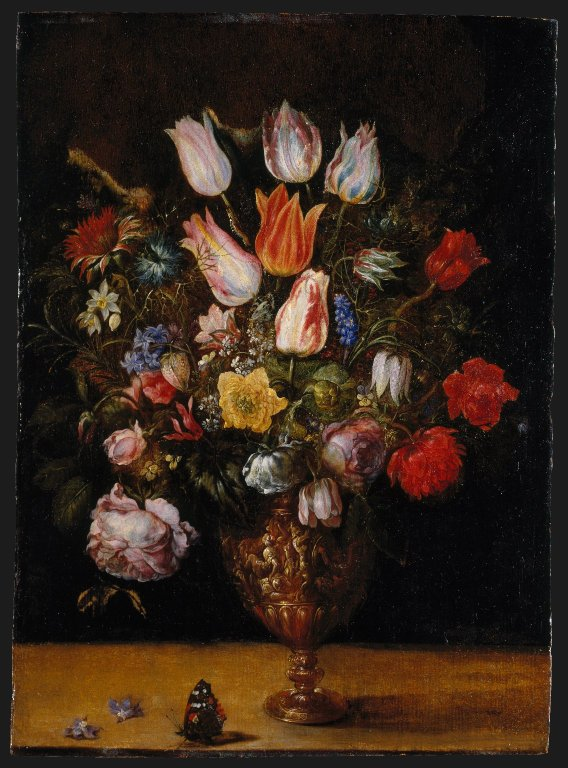
Натюрморт «Цветы в вазе»

Один из выдающихся мастеров высокого барокко (1625—1660).
Ранние работы художника выполнены под влиянием Ф. Франкена Младшего в стиле маньеризма, очень популярного в начале XVII века.
Позже, творил под влиянием Рубенса, Я. Йорданса, Караваджо и его последователей, Х. ван Балена.
Писал картины на библейские, мифологические и исторические сюжеты, алтарные картины для церквей Фландрии, натюрморты.
Автор ряда небольших по размеру полотен, так называемой, кабинетной живописи.
В числе его известных учеников — Юстус ван Эгмонт, парижский придворный художник, один из старейшин французской Академии живописи и скульптуры.